# Serviio
Serviio est un serveur multimédia gratuit conçu pour permettre aux utilisateurs de diffuser des fichiers de musique, de vidéo ou d'image sur des téléviseurs compatibles DLNA, des lecteurs Blu-ray, des consoles de jeux et des appareils Android ou Windows Mobile sur un réseau domestique.

## Présentation

### Libre
Interface téléphone/tablette Android Serviio, la version gratuite de Serviio diffusera des médias au sein d'un réseau domestique vers des téléviseurs connectés, des lecteurs Blu-ray, des décodeurs, la PS3 de Sony et la Xbox 360 de Microsoft. Étant donné qu'elle est compatible DLNA, elle diffusera vers les appareils pris en charge sur le même réseau. 

### Applications Pro
Serviio dispose également d'une licence Pro pour 25 $ qui permettra aux utilisateurs d'accéder à leurs bibliothèques en dehors de la maison. Cette licence permet également le transcodage dynamique pour convertir des fichiers vidéo ou audio à débit binaire plus élevé dans des formats à débit binaire inférieur pour permettre la visualisation sur des connexions à large bande plus lentes. Une autre fonctionnalité payante est le « navigateur multimédia » qui permet aux utilisateurs de diffuser du contenu sur un navigateur Web (de bureau ou mobile) à la maison ou en déplacement.
La licence Pro permet aux utilisateurs de diffuser vers des applications tierces pour les appareils Android et Windows à la maison ou sur un autre réseau. En outre, les utilisateurs peuvent utiliser le serveur pour regarder du contenu en ligne, notamment la télévision en direct ou des flux RSS.

## Formats multimédias supportés
Le serveur peut lire et, si nécessaire, transcoder plusieurs types de médias pour la lecture.
| Type       | Formats supportés |
| ---------- | --- |
| Audio      | MP3 ( .mp3), Windows Media Audio (.wma), AAC (.m4a), OGG (.ogg, .oga), FLAC (.flac), DSF (.dsf) |
| Vidéo      | MPEG-1 (.mpg, .mpeg), MPEG-2 PS (.mpg, .mpeg, vob, mod), MPEG-2 TS (.ts, .m2ts), MPEG-4 (.mp4, m4v, mov), AVI (.avi, .divx), Windows Media Video (.wmv, .asf), Matroska (.mkv), Flash (.flv, .f4v), DVR-MS (.dvr, .dvr-ms), WTV (.wtv), OGG (.ogv, .ogm), 3GP (.3gp), RealVideo (.rm, .rmvb) |
| Image      | JPEG (.jpg, .jpeg), GIF (.gif), PNG (.png), RAW (.arw, .cr2, .crw, .dng, .raf, .raw,. rw2, .mrw, .nef, .nrw, .pef, .srf, .orf) |
| Playlists  | PLS (.pls), M3U (.m3u, .m3u8), ASX (.asx, .wax., .wrx), WPL (.wpl) |
| sous-titre | SubRip (.srt, .txt), SSA/ASS (.ssa, .ass), MicroDVD (.sub, .txt), SAMI (.smi) |

## Livebox Orange
Serviio est la recommandation ou préconisation d'installation d'Orange pour ses clients Livebox 5 équipés avec un ou des ordinateurs Apple Mac OSX.